# لوتس 23
لوتس 23 (بالإنجليزية: Lotus 23)‏ هي سيارة من تصنيع شركة لوتس (سيارات).